# Soti Triantafillou

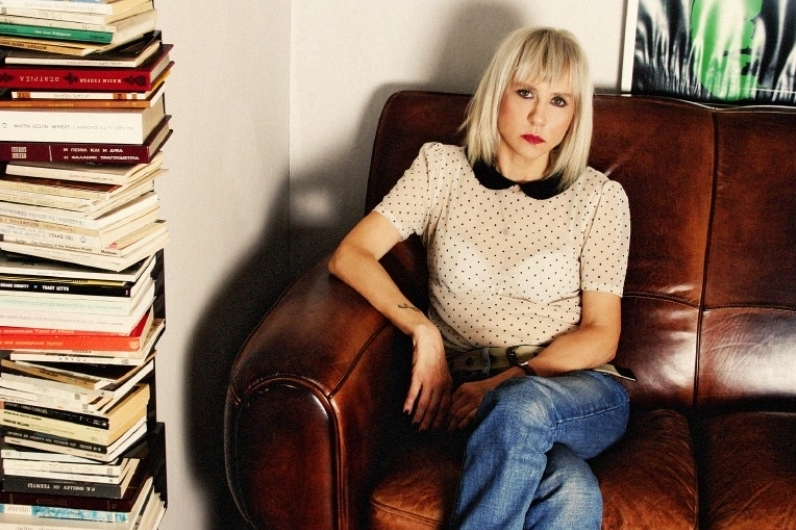
Soti Triantafillou

Soti Triantafillou (* 1957 in Athen) ist eine griechische Autorin, Dozentin, Übersetzerin, Lektorin und Journalistin.

## Leben
Nach dem Studium der Pharmakologie an der Universität von Athen zog Triantafillou 1979 nach Paris, wo sie an der École des Hautes Études en Sciences Sociales (EHESS) in den Fächern Geschichte und Kulturgeschichte promovierte. Danach lebte sie in New York, studierte an der University of New York Städtekunde und promovierte abermals. Außerdem unterrichtete sie an einer High School in der Bronx amerikanische Geschichte. Anschließend kehrte sie nach Athen zurück und absolvierte ein Romanistikstudium an der Universität Athen. Triantafillou beschäftigte sich intensiv mit Filmgeschichte, veröffentlichte sechs Monographien zum Kino und arbeitete als Dozentin für Filmgeschichte. Sie arbeitet als Übersetzerin der Sprachen Englisch, Französisch, Deutsch und Italienisch. Sie hat Werke großer Autoren übersetzt, unter anderem von Henry James, D. H. Lawrence, Virginia Woolf, John Updike, Jean-Luc Godard, Max Frisch und Cesare Pavese. 
Triantafillou schrieb sieben Romane, drei Bücher mit Kurzgeschichten und drei Novellen. Des Weiteren verfasste sie Essays über Filme und Politik. Triantafillou gilt in ihrer Heimat inzwischen als kosmopolitische Kultautorin und verkörpert den Schriftstellertypus des selbstironischen Stadtneurotikers. Ihren ersten Roman „Samstag Nacht am Rand der Stadt“ schrieb sie über griechische Studenten in New York. Er erreichte Kultstatus und wurde als der wichtigste griechische Roman seiner Generation gepriesen. Drei ihrer Romane spielen in den USA, einen davon – „Arme Margo“ – hat sie in englischer Sprache verfasst. Besondere Popularität erreichte Triantafillou mit ihrem 2001 erschienenen Roman "Der unterirdische Himmel", in welchem sie nicht mehr Griechenland, sondern Amerika mythisiert. Die Hauptfigur, der Außenseiter Billy 'Dudes Morrow, ist ein Grieche zweiter Generation in den USA. Er verliebt sich in eine Außenseiterin, eine Ausländerin aus Italien, mit der er über die legendäre Route 66 in die Reife fährt, einen Mord begeht und somit zum Außenseiter wird. Triantafillous vierter Roman „Die Bleistiftfabrik“, ebenfalls ein Bestseller, erzählt die Saga dreier Generationen in einer großbürgerlichen Familie, deren Mitglieder sich im Alexandrien des 19. Jahrhunderts in den belgischen Kolonien Afrikas, in Zürich und Sankt Petersburg durchs Leben schlagen. Als die Erben am Ende nach Athen kommen, um sich eine Existenz nach dem Vorbild des deutschen Industriellen Faber-Castell zu gründen, zerstört die griechische Realität der Vorkriegszeit alle Illusionen. Der Roman wurde ins Deutsche, Spanische und Türkische übersetzt.
Regelmäßig schreibt Triantafillou auch für Zeitungen und Zeitschriften.
Sie lebt in Athen, Paris und New York.

## Werke auf Deutsch
- Der unterirdische Himmel. Zsolnay, Wien 2001, ISBN 3-552-05175-9.
- Die Bleistiftfabrik. Zsolnay, Wien 2004, ISBN 3-552-05320-4.
- Das Zeichen des Jägers. Kriminalroman, Suhrkamp, Frankfurt 2009, ISBN 978-3-518-46144-0.